# II. Bohemund antiochiai fejedelem
II. Bohemund antiochiai fejedelem és tarantói herceg (latinul: Boamundus II, olaszul: Boemondo II; 1108 – Mamisztra közelében, 1130. február) itáliai normann nemes, 1111–1128 között Taranto hercege, valamint 1111–1130 között Antiochia fejedelme.
Apja, I. Bohemund antiochiai fejedelem és tarantói herceg halálakor még kisgyermek volt, ezért nagykorúságáig Tarantót anyja kormányozta helyette régensként, Antiochiát pedig – vitatott minőségben – előbb Hauteville Tankréd, majd Salernói Roger, végül II. Balduin jeruzsálemi király. 1126-ban vette át a keresztes fejedelemség irányítását. Rövid uralkodása alatt sikeres támadásokat indított a környező muszlim uralkodók ellen, valamint részt vett a sikertelen 1129-es keresztes hadjáratban. 1130-ban halt meg, amikor kilikiai hadjárata során a törökök rajtaütöttek seregén. Antiochia élén kiskorú leánya, Konstancia követte.

## Élete

### Származása és gyermekkora
II. Bohemund 1108-ban született I. Bohemund antiochiai fejedelem (1054 körül – 1111) és Konstancia francia királyi hercegnő (1078–1125) fiaként. Itáliai normann származású édesapja Robert Guiscard fia volt; a fivérével vívott trónviszálynak köszönhetően előbb Taranto uralkodó hercege lett, majd az első keresztes hadjárat eredményeként megszülető keresztes államok közül megszerezte magának Antiochia fejedelemségét. II. Bohemund édesanyja, Konstancia francia hercegnő I. Fülöp francia király leánya volt, akit I. Bohemund 1106-ban vett feleségül, mikor keresztes vitézeket toborzandó visszatért Európába. Suger apát feljegyzései szerint a házaspárnak két gyermeke született: II. Bohemund és János, utóbbi azonban 1123 körül serdülőkorúként elhalálozott.
Konstancia hercegnő nem utazott Keletre, Apuliában élt a gyermekeivel. I. Bohemund 1107-ben a bizánciak elleni hadjáratra indult, mert úgy érezte, I. Alexiosz bizánci császár törekvései veszélyeztetik Antiochia önállóságát. A normannok azonban vereséget szenvedtek, és I. Bohemund kénytelen volt aláírni a megalázó devoli egyezményt, mely meghagyta ugyan őt Antiochia fejedelmének, de el kellett ismernie hűbérurának a bizánci császárt, és jelentős területekről kellett lemondania. Noha a szerződésben foglaltak végül nem valósultak meg, I. Bohemund a kudarcba fulladt vállalkozás után nem tért vissza Antiochiába, hanem apuliai birtokaira vonult vissza, itt hunyt el 1111-ben. Halálával elméletileg fia, II. Bohemund lett Antiochia és Tarantó uralkodója. A gyakorlatban a kiskorú gyermek helyett Tarantót édesanyja kormányozta régensként.
Antiochiát illetően nem ennyire egyértelmű a helyzet: amikor I. Bohemund odahagyta országát, unokatestvére, Hauteville Tankréd került a fejedelemség élére, majd az ő 1112-ben bekövetkezett halála után egy másik unokatestvérük, Salernói Roger. Mind Hauteville Tankréd, mind Salernói Roger használta a princeps, ’fejedelem’ titulust, de ezt tehették jogtalanul is, illetve akár úgy is, hogy közben nem vitatták II. Bohemund jogát a trónra. Ráadásul a devoli egyezmény arról rendelkezett, hogy I. Bohemund halála után Antiochia visszakerül a bizánci császárhoz; és nem tudni arról, hogy I. Bohemund vajon megkísérelte-e fia trónöröklési jogát érvényesíteni vagy sem. Hauteville Tankréd mindenesetre nem engedett a bizánciak követelésének, és sikerrel megtartotta Antiochiát. Salernói Roger 1119. június 28-án az ager sanguinis, azaz ’vérmező’ néven híressé vált ütközetben elesett, s vele együtt csaknem a teljes antiochiai had is megsemmisült. Walter, Salernói Roger kancellárja megemlékezett arról krónikájában, hogy a csata előtt Salernói Roger végrendelkezett birtokairól – a végakarat tartalma ugyan nem ismert, de elképzelhető, hogy Salernói Roger saját gyermek híján II. Bohemundot nevezte meg örökösének.
Salernói Roger után a régensséget az antiochiai városi tanács felkérésére, legfőbb hűbérúrként II. Balduin jeruzsálemi király vette át azzal, hogy amint II. Bohemund betölti a nagykorúságot és megérkezik a Szentföldre, átadja neki a kormányzást, s egyúttal feleségül adja hozzá egyik leányát is. A gyűlés a határozatában kifejezte abbéli óhaját, hogy II. Bohemund „megvédi a fejedelemség területét tanácsával és haderejével (consilio et auxilio)”, azt várhatták tehát, hogy a majdani uralkodó katonákat hoz magával Európából. Azt is kikötötték, hogy a fejedelem tartsa tiszteletben a meglévő tulajdonviszonyokat, és ne vegye vissza a báróknak korábban juttatott birtokokat.
Orderic Vitalis krónikás tudomása szerint a tanács határozatáról szóló üzenet II. Bohemundnak egészen 1124-ig váratott magára, de Thomas Asbridge történész elképzelhetőnek tartja, hogy közvetlenül a tanácsülés után küldöncöt menesztettek a leendő fejedelemhez.

### Magánélete
II. Bohemund apjához hasonlóan magas, jó megjelenésű férfi volt. Anyjának köszönhetően kiváló neveltetésben részesült. A források megemlékeznek békülékeny természetéről és nagylelkűségéről. Edesszai Máté energikus jellemét és nagy erejét emelte ki: „Bohemund […] nem viselt szakállt. Bátor és erős harcos, magas, megjelenése akár az oroszláné, haja szőke.”
1126 októberében vagy novemberében, más források szerint 1127 szeptemberének végén feleségül vette Aliz jeruzsálemi királyi hercegnőt (1110 körül – 1151 után), II. Balduin jeruzsálemi király és az örmény Morfia melitenei úrnő másodszülött leányát. A házasságból egyetlen leánygyermek született:
- Konstancia (1128–1163), apja örököse és utódja, Antiochia fejedelemnője.

## Uralkodása

### Taranto
II. Bohemund tizennyolcadik életévének betöltése után indult el átvenni atyai örökségét, Antiochiát. A fennmaradt, Tarantóban kibocsátott oklevelek tanúsága alapján ugyan 1117-től elkezdték hangsúlyozni egyfelől azt, hogy II. Bohemund az apja örököse, másfelől azt, hogy I. Bohemund Antiochia fejedelme volt, de II. Bohemund ekkor még nem nevezte magát egyértelműen antiochiai fejedelemnek az okiratokon. Thomas Asbridge történész felveti annak a lehetőségét, hogy Salernói Roger hirtelen halála és Antiochia kormányzói székének megüresedése sarkallta arra a fejedelemség báróit és II. Balduin királyt, hogy támogassák II. Bohemund trónigényét.
Taranto sorsát illetően a források nem egyöntetűek. Foucher de Chartres és Türoszi Vilmos tudomása szerint amikor elutazott Keletre, II. Bohemund az unokatestvérére, II. Vilmos apuliai hercegre hagyta Tarantót azzal, hogy ha bármelyikük örökös nélkül halna meg, a másikuk örökli az országukat. Alessandro Telesino krónikás arról tudósított, hogy II. Bohemund a pápára hagyományozta dél-itáliai birtokait, míg Salernói Romuald azt írta, Sándor conversanói gróf lett a hercegség kormányzója. II. Vilmos apuliai herceg 1127. július 28-án gyermek nélkül halt meg; országára II. Bohemunddal közös unokatestvére, II. Roger szicíliai gróf is igényt tartott, noha elméletileg a hercegségnek a pápára kellett volna visszaszállnia. II. Honoriusz pápa próbálta megakadályozni Apulia elfoglalását, de sikertelenül. 1128 tavaszán II. Roger sorra bevette többek között Tarantót, Otrantót és Brindisit, behódoltatva ezáltal II. Bohemund itáliai hercegségét. A szicíliai gróf hatalomátvétele ugyan több apuliai nemesi család részéről is ellenállásba ütközött, de 1129 végére II. Roger megbékéltette őket. II. Honoriusz pápa és II. Bohemund egyaránt elhunytak 1130 februárjában, így nem maradt, aki veszélyt jelenthetett volna II. Roger uralmára Apuliában.

### Antiochia

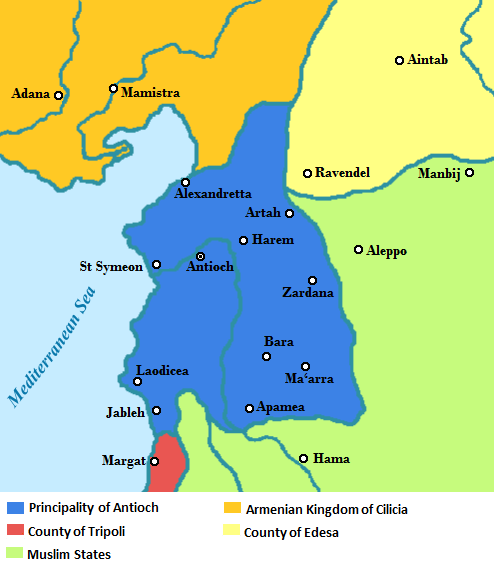
Az Antiochiai Fejedelemség és szomszédai 1135 körül

II. Bohemund 1126 szeptemberében huszonnégy hajóból álló flottával indult útnak Otrantóból. Valamikor október 23. és november 22. között Szent Simeon kikötőjében partot érvén Antiochiába ment, ahol a jeruzsálemi király átadta neki a fejedelemséget, egyúttal a terveknek megfelelően megtartották az ifjú fejedelemnek és a király második leányának, Aliz hercegnőnek az esküvőjét. A házasságtól II. Balduin a Jeruzsálem és Antiochia közötti kapcsolat szívélyességének megmaradását és szorosabbra fonódását remélte. Foucher de Chartres beszámol arról, hogy II. Bohemund beiktatásának részeként a „trónján ülő [férfira] ráborították gyönyörű palástját, ezután odahívta az urakat, akik letették neki hűségesküjüket, és megfogadták, hogy ama naptól fogva őt szolgálják.” A palást hangsúlyos szerepe utalhat Bizánc befolyására, de lehet gesztus az apai örökség hangsúlyozására, Apuliában ugyanis nagyobb lélekszámú görög közösség élt, mely őrizte a bizánci kultúra elemeit.
A fejedelem azzal kezdte uralkodását, hogy 1127 elején visszafoglalta a humszi emírtől az északnyugat-szíriai Kafartab erődjét, az erőd védőit és lakosait megölte. Steven Runciman történész ekkortájtra teszi az egyébként a krónikákban nem datált saizariak elleni antiochiai támadásokat. Saizarral II. Balduin régensként jó viszonyt tartott fent, II. Bohemund azonban ismeretlen okokból szakított a baráti politikával. 1127 őszén aleppói területen portyázott sikerrel; míg decemberi támadása a város ellen nem hozott eredményt. Ebben az időszakban a szomszédos keresztes állam uralkodója, I. Joscelin edesszai gróf is harcolt az aleppóiakkal, de a két keresztes fejedelem között viszálykodás tört ki, s emiatt nem fogtak össze Aleppó ellen.
Az 1127 őszén kezdődő ellenségeskedés II. Bohemund és I. Joscelin között Steven Runciman történész szerint két okra vezethető vissza. Egyrészt egy al-Burszuki moszuli kormányzóval kötött fegyverszünet értelmében az edesszai gróf kiterjeszthette az uralmát olyan területekre, melyek korábban Antiochiához tartoztak; másrészt amikor I. Joscelin feleségül vette Salernói Roger testvérét, Máriát, az asszony hozományként magával vitte a házasságba Azaz városát. II. Bohemund azonban arra hivatkozva, hogy Salernói Roger régensként nem adományozhatott birtokokat, nem akarta átengedni Azazt az edesszaiaknak. A török zsoldosokkal megerősített edesszai csapatok erre rátámadtak a határ menti antiochiai falvakra. Bernát antiochiai latin pátriárka emiatt kiközösítette a grófságot; II. Balduin jeruzsálemi király pedig 1128 elején északra utazott az ellentétek elsimítására. Közvetítésével I. Joscelin visszaadta a falvakból szedett zsákmányt, és lemondott Azazról.
Egyetlen II. Bohemund által kibocsátott okirat maradt fent, az is valószínűleg az 1150-es években készült átirat formájában: az eredetileg 1128-as keletű oklevél a genovaiak kiváltságaival foglalkozik, megerősíti az itáliai kereskedőket az I. Bohemundtól kapott jogaikban.
1129-ben részt vett a Damaszkusz ellen indított keresztes hadjáratban. Hiába vonult fel mind a négy keresztes uralkodó – II. Balduin jeruzsálemi király, II. Bohemund antiochiai fejedelem, Pons tripoliszi gróf és I. Joscelin edesszai gróf –, a hadjárat nem érte el a célját: ugyan november elején Bánjász keresztes kézbe került, de Damaszkusz alól a támadók a kedvezőtlen időjárási körülmények miatt visszavonulásra kényszerültek.
A fejedelemnek célja volt, hogy visszaállítsa országának egykori határait. 1129-ben bevette al-Kadmuszt, 1130 februárjában pedig katonai expedíciót indított Anazarbosz városáért. A települést és a környező vidéket annak idején a kilikiai örmények foglalták el a keresztesektől. I. Leó kilikiai örmény fejedelem a keresztes támadás visszaveréséhez Gázi Gümüstekin danismend emírtől kért segítséget; szövetségkötésük az antiochiaiak előtt titokban maradt. II. Bohemund nem szólította fegyverbe a fejedelemség nagyurait, mivel a vállalkozás természete gyorsan mozgó, kisebb sereget kívánt. Körülbelül kétszáz főt vitt magával, köztük iuvenesnek nevezett harcosokat, akik feltehetően fiatal lovagok lehettek. A Dzsihán-folyó mentén hatolt be az örmények földjére. A lakosok csekély ellenállást tanúsítottak, ezért az antiochiai had különösebb elővigyázatosság nélkül haladt. A danismend törökök Mamisztra környékén meglepetésszerű támadást intéztek ellene, és vezérükkel egyetemben lemészárolták kereszteseket. Szíriai Mihály krónikás szerint ha a törökök felismerték volna II. Bohemundot, váltságdíj reményében életben hagyták volna. A danismend emír bebalzsamoztatta II. Bohemund levágott fejét, és egy ezüstdobozban elküldte al-Musztarsid abbászida kalifának.

### Halálának következményei és utódlása
A bizánciak beavatkozásának köszönhetően Anazarbosz örmény kézen maradt, a törökök nem tudták kihasználni győzelmüket. Aleppó és Moszul viszont rátámadtak a fejedelemségre: az aleppóiak Maarrat Miszrín és Atárib ellen vonultak, és utóbbit Zangi moszuli uralkodó be is vette 1130 tavaszán. II. Bohemund halálával és az ezt követő öröklési válsággal folytatódott Antiochia észak-szíriai hatalmának csökkenése és kiszorulása a térségből. Az öröklés körüli bonyodalmak hatására az antiochiai bárók hatalma és szerepe a fejedelmi autoritás rovására megnövekedett.
II. Bohemund utódja Antiochia élén ekkor alig kétéves leánya, Konstancia lett. Anyja, Aliz fejedelemasszony magának akarta a gyermek melletti régensséget, és ennek érdekében Zangi moszuli emírrel is hajlandó lett volna szövetkezni tulajdon apja ellenében. Az Antiochiába siető II. Balduin száműzte leányát a városból. A fejedelemség régense ismét II. Balduin, majd az ő 1131-es halála után veje, Fulkó jeruzsálemi király lett. II. Bohemund apai unokabátyjaként II. Roger szicíliai gróf is igényt tartott Antiochia trónjára – követelésével ekkor még nem lépett fel, mert figyelmét lekötötte dél-itáliai uralmának megszilárdítása és a királyi titulus megszerzése, de a későbbiekben többször is – sikertelenül – megkísérelt beavatkozni Antiochia ügyeibe. Az Hauteville-család elveszítette meghatározó szerepét a latin Kelet életében.